# Poimenesperus nigrovelutinus
Poimenesperus nigrovelutinus là một loài bọ cánh cứng trong họ Cerambycidae.